# ホテルサンパール
ホテルサンパールは、愛媛県南宇和郡愛南町御荘にかつて存在したホテル。

## 概要
1970年代に愛媛県の南予レクリエーション都市整備の一環で整備された。南レクや愛南町、宇和島市などが出資する第3セクター「サンパール観光株式会社」が運営を行っている。サンパール観光が運営するロッジと合わせて、愛南町では最大の宿泊施設である。
施設の耐震不足や運営会社の赤字により、2022年4月に営業を停止した。2022年4月25日には運営会社のサンパール観光が松山地方裁判所宇和島支部に破産手続きを開始決定を受けた。負債総額は約2億7千万円。

## 施設
- 客室（全19室）
- レストラン
- 居酒屋
- 売店
- 大浴場（天然温泉）
- 宴会場

## 跡地利用
親会社の南レクが土地建物を買い取りし、解体した。2024年に用地の一部をアメイズが取得し、自社チェーンのホテルAZ愛媛愛南店を出店を計画している。6階建てで客室158室のホテルを建設する予定で、2025年7月の開業を目指している。

## アクセス
- 宇和島自動車「南レク御荘公園前」下車して、徒歩1分。

## 周辺
- 南レクジャンボプール
- ファミリーマート愛南町南レク前店
- ローソン愛南町御荘平城店